# Петрушине прізвище
«Петрухіне прізвище» — радянський короткометражний чорно-білий художній фільм 1971 року, знятий режисером Сергієм Никоненком в навчальній студії ВДІКу.

## Сюжет
У селі живе молоде подружжя, Петруха та Катя — добрий, поступливий чоловік та строга дружина. Коли народилися в них двійнята, гуляло все село — на оплату урочистості пішов і гарний візок, куплений у місті. Повернувшись із пологового будинку, дружина побачила велику дерев'яну колиску, винного чоловіка — і вкотре вибачила його.

## У ролях
- Сергій Никоненко — Петруха
- Катерина Васильєва — Катя
- Наталія Бондарчук — Шура
- Галина Булкіна — медсестра
- Георгій Бурков — багатодітний батько
- Ігор Вознесенський — епізод
- Раїса Звєрєва — закохана
- Петро Никоненко — Никанорич
- Федір Одиноков — столяр
- Іван Рижов — гість
- Станіслав Хітров — гість

## Знімальна група
- Режисер і сценарист — Сергій Никоненко
- Оператор — Олексій Родіонов
- Художник — Олексій Родіонов